# Olin E. Teague
Olin Earl "Tiger" Teague, född 6 april 1910 i Woodward i Oklahoma, död 23 januari 1981 i Bethesda i Maryland, var en amerikansk demokratisk politiker. Han var ledamot av USA:s representanthus 1946–1978.
Teague studerade vid Texas Agricultural & Mechanical College och deltog i andra världskriget som officer i USA:s armé. Han befordrades till överste och fick flera utmärkelser. Kongressledamot Luther Alexander Johnson avgick 1946 och Teague fyllnadsvaldes till representanthuset. Han avgick 1978 och efterträddes av Phil Gramm. Teague avled 1981 och gravsattes på Arlingtonkyrkogården.